# Primera División de fútbol sala
La Primera División de Fútbol Sala (desde 1989 hasta 2011 denominada División de Honor de fútbol sala), es la máxima categoría de fútbol sala español, ha sido organizada por la Liga Nacional de Fútbol Sala hasta la mitad de la temporada 2019-2020. A partir de la temporada 2020-21 es organizada por el Comité Profesionalizado de Fútbol Sala de la RFEF. Se encuentra por encima de la Segunda División, y se disputa desde 1989.

## Historia

### Primeros años
En 1979 comienzan a organizarse competiciones de Fútbol Sala en España, auspiciadas por la RFEF y en 1980, por la Federación Española de Fútbol Sala -ya extinta-; ambas con distintos clubes y reglamentos. En el verano de 1989 se produce la fusión de las mencionadas dos competiciones existentes hasta el momento de esta disciplina en el estado español: ACEFS y ASOFUSA, pertenecientes a las federaciones de Fútbol y Fútbol Sala, respectivamente. El primer equipo que ganó la Liga (1990) fue el Interviú Fútbol Sala, conocido entonces como Interviú Lloyd's, que venció al Keralite Macer FS de Almazora. A medida que se iba reduciendo el número de clubes presentes en la liga aumentaban los patrocinadores interesados en esponsorizar a los distintos equipos, tales como Caja Toledo al Caja Toledo Fútbol Sala o ElPozo al ElPozo Murcia. También comienzan a llegar las primeras estrellas internacionales como el brasileño Paulo Roberto, e incluso se especula con la posibilidad de que el astro argentino, Diego Armando Maradona, pudiera jugar en Murcia, algo que no prosperó. Por otro lado, la recién creadas Antena 3 y Telecinco pasan a emitir un encuentro por jornada cada fin de semana. Durante la primera época de la liga dominaron clubes como el Caja Toledo FS, Maspalomas Sol de Europa, Pinturas Lepanto Zaragoza y el Marsanz Torrejón, entre otras formaciones.

### Consolidación del campeonato
En 1995 el campeonato se desarrolla con una liga regular de grupo único con todos los equipos (20 en total) más el playoff que sustituye el sistema de grupos, y se aplican las reglas de la FIFA con un nuevo balón de mayor diámetro. Durante las siguientes fechas se establecen nuevas normas para adecuar el fútbol sala a la televisión, como la instalación de una pista azul en los encuentros televisados por La 2 de TVE. A su vez, se produce un relevo generacional y muchos clubes que dominaron el campeonato en sus primeros años, como Toledo (trasladado a Talavera) o Maspalomas terminan desapareciendo. En su lugar, aparecen otros clubes fuertes como el Playas de Castellón o el Caja Segovia.

### Crisis económica
A principios de la década del 2000 las modificaciones en el reglamento que perjudicaban el espectáculo, la falta de seriedad, estructura y organización de los clubes -que provoca la retirada de patrocinadores-, el descenso de la asistencia a los pabellones y la falta de apoyo de los medios de comunicación provocó problemas económicos, la desaparición de muchas entidades y una importante reducción de gastos en las que sobrevivieron. El estallido de la crisis financiera agudizó la situación, pues muchos ayuntamientos retiraron su apoyo económico. En los últimos años, la LNFS ha conseguido una consolidación del deporte y una estabilización de los clubes participantes, aumentando notablemente la cantidad de espectadores en los pabellones y el regreso del interés de patrocinadores.

## Estructura del campeonato
El sistema de competición enfrenta a los equipos de cada grupo o división entre sí en dos ocasiones: una como local, y la otra como visitante. Al componerse actualmente la Primera División de 16 equipos, la Liga cuenta con 30 jornadas en su fase regular. Se sigue el sistema de puntuación FIFA, con 3 puntos por victoria, 1 por empate y 0 por derrota. En la liga regular no hay prórrogas y el partido concluye cuando lo hace el tiempo reglamentario.
Al finalizar la temporada regular, se juegan los playoff por el título, que enfrentan a los ocho mejores equipos de la liga al mejor de tres partidos en cuartos de final y semifinales, y al mejor de cinco en la final. En caso de empate al término del tiempo reglamentario, habrá prórroga. La localía se establece sobre la base de la clasificación en la liga regular.
Por su parte, para clasificarse para la Copa de España de Fútbol Sala que se disputa a mitad del campeonato, los equipos deberán haber terminado entre las ocho primeras plazas de la liga al término de la primera vuelta. La ciudad organizadora se clasifica de manera automática, independientemente de que esté entre los mejores clasificados. En competiciones internacionales, el equipo campeón y el subcampeón se clasifican para la Liga de Campeones de la UEFA.

## Participantes
A lo largo de la historia de la competición solamente dos clubes son los que han permanecido siempre en la primera categoría desde su edición inaugural. Se trata del Movistar Inter, y ElPozo Murcia Costa Cálida. 

## Historial
| Temporada         | Campeón                     | Subcampeón                  | C. Liga regular              | Nota(s)                                  |
| División de Honor | División de Honor           | División de Honor           | División de Honor            | División de Honor                        |
| ----------------- | --------------------------- | --------------------------- | ---------------------------- | ---------------------------------------- |
| 1989-90           | Interviú Lloyd's            | Keralite Macer              |                              | Sistema de grupos                        |
| 1990-91           | Interviú Lloyd's            | Pennzoil Marsanz            |                              | Sistema de grupos                        |
| 1991-92           | Caja Toledo                 | ElPozo Murcia               |                              | Sistema de grupos                        |
| 1992-93           | Pennzoil Marsanz            | Caja Castilla-La Mancha     |                              | Sistema de grupos                        |
| 1993-94           | Maspalomas Sol de Europa    | Caja Castilla-La Mancha     |                              | Sistema de grupos                        |
| 1994-95           | Pinturas Lepanto Zaragoza   | Interviú Boomerang          |                              | Sistema de grupos                        |
| 1995-96           | Interviú Boomerang          | Toledart FS                 | Papeles Beltrán Alcantarilla |                                          |
| 1996-97           | Castilla-La Mancha Talavera | Playas de Castellón         | Playas de Castellón          |                                          |
| 1997-98           | ElPozo Murcia               | Castilla-La Mancha Talavera | Caja Segovia                 |                                          |
| 1998-99           | Caja Segovia                | Industrias García           | Playas de Castellón          |                                          |
| 1999-00           | Playas de Castellón         | Castilla-La Mancha Talavera | Playas de Castellón          |                                          |
| 2000-01           | Playas de Castellón         | Valencia Vijusa             | Playas de Castellón          |                                          |
| 2001-02           | Antena 3 Boomerang          | Miró Martorell              | ElPozo Murcia                |                                          |
| 2002-03           | Boomerang Interviú          | ElPozo Murcia               | Boomerang Interviú           |                                          |
| 2003-04           | Boomerang Interviú          | ElPozo Murcia               | Boomerang Interviú           |                                          |
| 2004-05           | Boomerang Interviú          | ElPozo Murcia Turística     | ElPozo Murcia Turística      |                                          |
| 2005-06           | ElPozo Murcia Turística     | Polaris World Cartagena     | ElPozo Murcia Turística      |                                          |
| 2006-07           | ElPozo Murcia Turística     | Boomerang Interviú          | Boomerang Interviú           |                                          |
| 2007-08           | Interviú Fadesa             | ElPozo Murcia Turística     | ElPozo Murcia Turística      |                                          |
| 2008-09           | ElPozo Murcia Turística     | Inter Movistar              | ElPozo Murcia Turística      |                                          |
| 2009-10           | ElPozo Murcia Turística     | MRA Navarra                 | ElPozo Murcia Turística      |                                          |
| 2010-11           | FC Barcelona Alusport       | Caja Segovia                | FC Barcelona Alusport        |                                          |
| Primera División  |                             |                             |                              |                                          |
| 2011-12           | FC Barcelona Alusport       | ElPozo Murcia               | ElPozo Murcia                |                                          |
| 2012-13           | FC Barcelona Alusport       | ElPozo Murcia               | FC Barcelona Alusport        |                                          |
| 2013-14           | Inter Movistar              | ElPozo Murcia               | Inter Movistar               |                                          |
| 2014-15           | Inter Movistar              | ElPozo Murcia               | Inter Movistar               |                                          |
| 2015-16           | Movistar Inter              | FC Barcelona Lassa          | Movistar Inter               |                                          |
| 2016-17           | Movistar Inter              | FC Barcelona Lassa          | Movistar Inter               |                                          |
| 2017-18           | Movistar Inter              | FC Barcelona Lassa          | Movistar Inter               |                                          |
| 2018-19           | FC Barcelona Lassa          | ElPozo Murcia               | FC Barcelona Lassa           |                                          |
| 2019-20           | Movistar Inter              | Viña Albali Valdepeñas      | Movistar Inter               | "Eliminatoria exprés" por el coronavirus |
| 2020-21           | FC Barcelona                | Levante UD FS               | ElPozo Murcia                |                                          |
| 2021-22           | FC Barcelona                | Palma Futsal                | FC Barcelona                 |                                          |
| 2022-23           | FC Barcelona                | Jaén Paraíso Interior       | Palma Futsal                 |                                          |
| 2023-24           | Jimbee Cartagena            | ElPozo Murcia Costa Cálida  | FC Barcelona                 |                                          |
| 2024-25           | Jimbee Cartagena            | FC Barcelona                | Servigroup Peñíscola         |                                          |

### Palmarés
En negrita figuran los equipos que continúan en activo. Los equipos desaparecidos aparecen en la tabla con el nombre oficial del club.
| Club                         | Títulos | Subtítulos | Liga regular | Años de los campeonatos |
| ---------------------------- | ------- | ---------- | ------------ | --- |
| Movistar Inter               | 14      | 3          | 9            | 1989-90, 1990-91, 1995-96, 2001-02, 2002-03, 2003-04, 2004-05, 2007-08, 2013-14, 2014-15, 2015-16, 2016-17, 2017-18, 2019-20 |
| FC Barcelona                 | 7       | 4          | 5            | 2010-11, 2011-12, 2012-13, 2018-19, 2020-21, 2021-22, 2022-23                                                                |
| ElPozo Murcia                | 5       | 11         | 8            | 1997-98, 2005-06, 2006-07, 2008-09, 2009-10                                                                                  |
| Castilla-La Mancha Talavera  | 2       | 5          |              | 1991-92, 1996-97 |
| Playas Castellón             | 2       | 2          | 4            | 1999-00, 2000-01 |
| Jimbee Cartagena             | 2       | 1          |              | 2023-24, 2024-25 |
| Marsanz Torrejón             | 1       | 1          |              | 1992-93 |
| Caja Segovia                 | 1       | 1          | 1            | 1998-99 |
| Maspalomas Sol de Europa     | 1       | -          |              | 1993-94 |
| Sego Zaragoza                | 1       | -          |              | 1994-95 |
| Industrias Santa Coloma      | -       | 1          |              | |
| Valencia Vijusa              | -       | 1          |              | |
| Miró Martorell               | -       | 1          |              | |
| CA Osasuna Magna             | -       | 1          |              | |
| Viña Albali Valdepeñas       | -       | 1          |              | |
| Levante UD                   | -       | 1          |              | |
| Palma Futsal                 | -       | 1          | 1            | |
| Jaén Paraíso Interior        | -       | 1          |              | |
| Servigroup Peñíscola         | -       | -          | 1            | - |
| Papeles Beltrán Alcantarilla | -       | -          | 1            | - |

## Medios de comunicación
La Primera División de fútbol sala puede verse a través de distintos canales de televisión y por una plataforma de TV por internet. Históricamente, la Liga Nacional de Fútbol Sala ha mantenido acuerdos con Televisión Española desde su nacimiento, y durante un breve periodo de tiempo Antena 3. 
Actualmente todos los partidos se emiten por la OTT FEF TV y un partido por Teledeporte. Por otro lado, el canal de YouTube de la RFEF sube los resúmenes de los encuentros y los goles más destacados de cada jornada.